# Verwaltungsgemeinschaft Tussenhausen
Die Verwaltungsgemeinschaft Tussenhausen im schwäbischen Landkreis Unterallgäu wurde im Zuge der Gemeindegebietsreform am 1. Mai 1978 gegründet und zum 1. Januar 1980 bereits wieder aufgelöst.
Ihr gehörten die Marktgemeinden Tussenhausen und Markt Wald an, die seither Einheitsgemeinden mit eigener Verwaltung sind.
Sitz der Verwaltungsgemeinschaft war Tussenhausen.